# أحوال المنزل (ذي السفال)

تعديل مصدري - تعديل

أحوال المنزل محلة تابعة لقرية المنزل، التابعة لعزلة ذي الحود ومعاين بمديرية ذي السفال إحدى مديريات محافظة إب في الجمهورية اليمنية، بلغ تعداد سكانها 58 حسب تعداد اليمن لعام 2004.